# Тёша (река)
Тёша — река в Нижегородской области России, правый приток Оки.
Длина достигает 311 км. По одним данным, площадь бассейна составляет 8000 км², по другим — 7800 км².

## Этимология
Название реки происходит от имени мордвина Теша (Тюша), бывшего главой рода.

## Описание

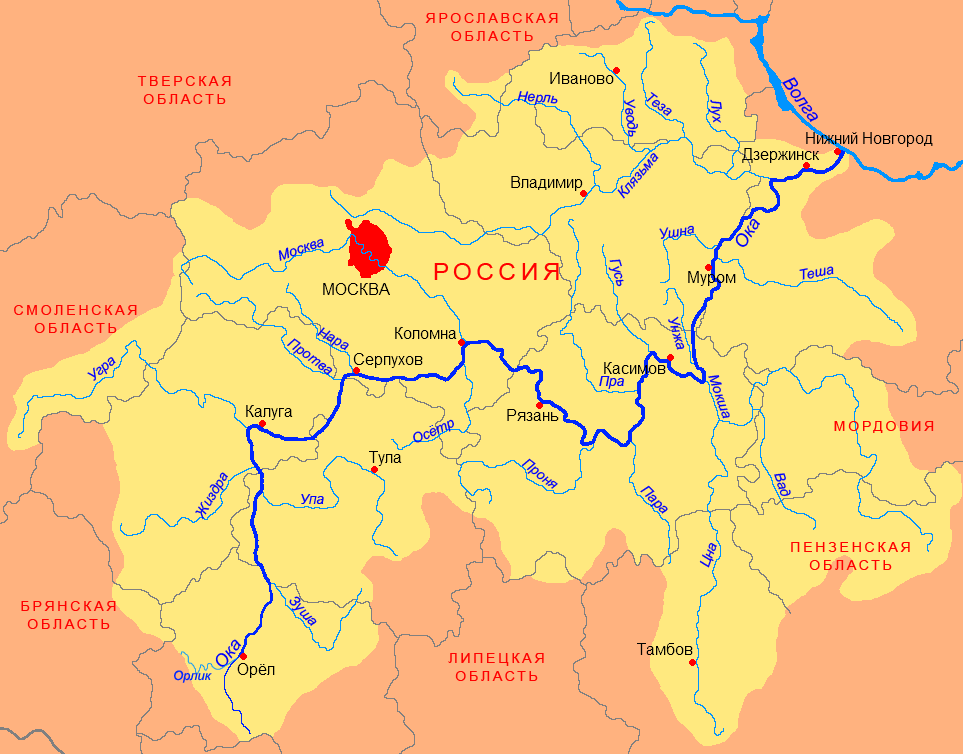
Бассейн Оки

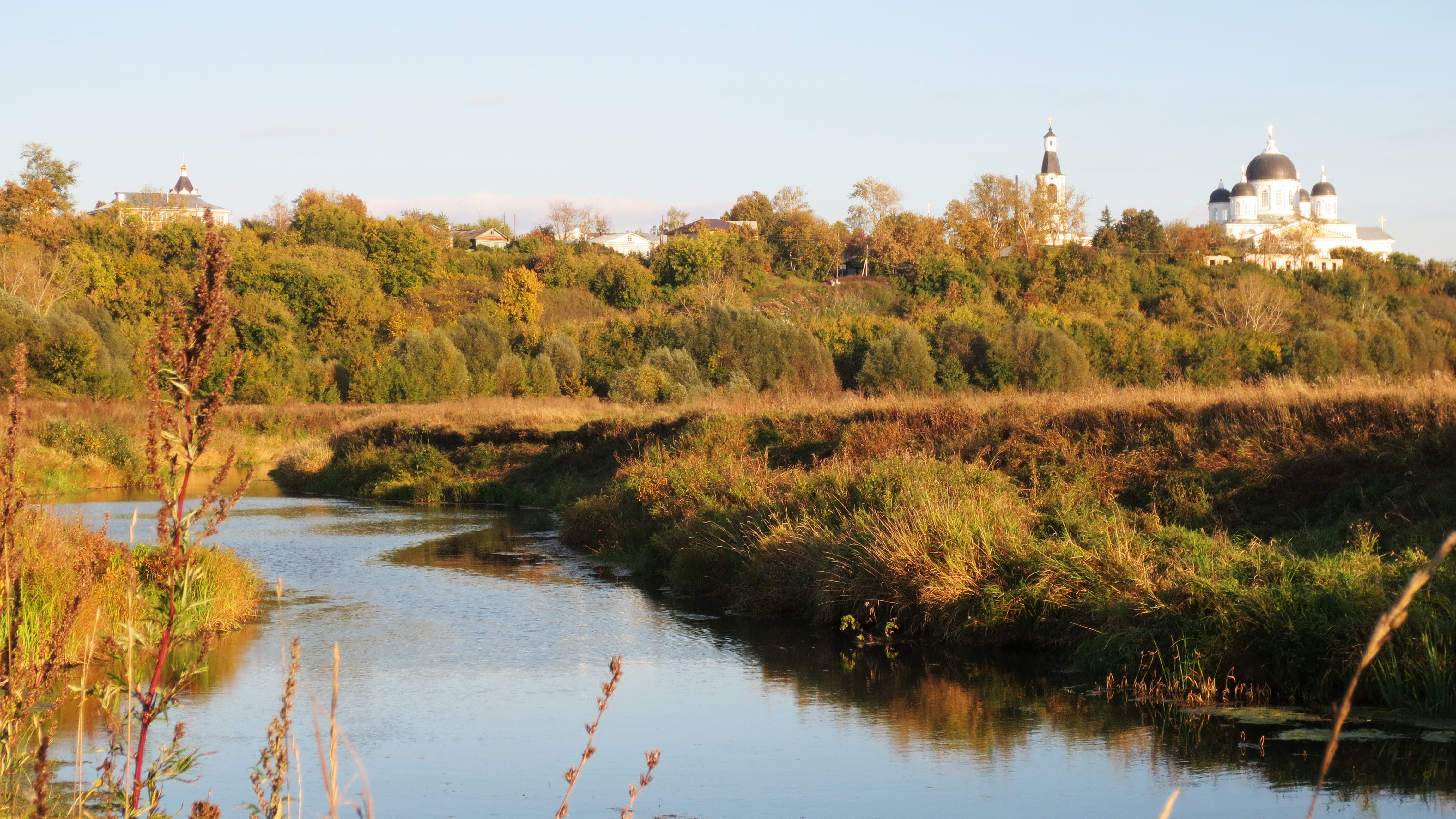
Тёша в Арзамасе. На заднем плане — Воскресенский собор

Берёт начало и протекает по Приволжской возвышенности, в низовьях — по Окско-Тёшской низине. Протекает по территории Навашинского, Кулебакского, Ардатовского, Арзамасского, Шатковского и Лукояновского районов. Генеральное направление течения — с юго-востока на северо-запад.
Исток реки на водоразделе с бассейном Суры около села Большое Мамлеево (Лукояновский район) примерно в 5 км южнее города Лукоянов. Устье реки находится ниже города Мурома.
Крупнейшие притоки: Ельтма, Акша, Иржа, Нуча, Леметь, Ломовка, Шилокша — левые; Серёжа, Шамка — правые.
Питание реки преимущественно снеговое. Среднегодовой расход воды — в 230 км от устья около 4 м³/с. Средняя дата ледостава — 25 октября, средняя дата вскрытия льда — 5 апреля. В районе Шатков ширина реки около 10 метров, у Арзамаса — около 20—30, в нижнем течении река расширяется до 50 метров.
Развит водный туризм. Несудоходная.
Долина реки плотно заселена. Крупнейшие населённые пункты на реке — города Арзамас и Лукоянов. Кроме того, река протекает через посёлки Шатки, Тёша и Гремячево, крупное село Натальино, а также многочисленные более мелкие сёла и деревни.
В верховьях протекает по району с выраженными явлениями карста. Около сёл Архангельское и Пасьяново — минеральные источники с сульфатно-кальциевыми и сероводородными водами. Между селом Архангельское и деревней Озерки в пойме Тёши несколько карстовых озёр с лечебной грязью.

## Крупные притоки (км от устья)
- 35 км: река Ледь (пр)
- 44 км: река Серёжа (пр)
- 68 км: ручей Чна (пр)
- 78 км: ручей Пестяй (пр)
- 88 км: река Шилокша (лв)
- 95 км: река Ломовка (лв)
- 110 км: ручей Манасиха (пр)
- 116 км: река Леметь (лв)
- 134 км: ручей Нукс (пр)
- 145 км: река Нуча (лв)
- 162 км: река Тиржа (лв)
- 178 км: река Иржа (лв)
- 212 км: река Шамка (пр)
- 214 км: река Акша (лв)
- 240 км: ручей Озерки (лв)
- 248 км: ручей Быков Майдан (пр)
- 257 км: ручей Елховка (Вонячка) (лв)
- 262 км: река Ельтма (лв)
- 263 км: река Нацма (лв)
- 272 км: ручей Астра (пр)
- 277 км: река Нарзимка(лв)
- 281 км: река Пша (пр)
- 283 км: река Пойка (лв)
- 290 км: река Патерга (лв)

## Данные водного реестра
По данным государственного водного реестра России, относится к Окскому бассейновому округу, водохозяйственный участок реки — Тёша от истока до устья, речной подбассейн реки — бассейны притоков Оки от Мокши до впадения в Волгу. Речной бассейн реки — Ока.
Код объекта в государственном водном реестре — 09010300212110000030397.